# Cacostegania glaucichroa
Cacostegania glaucichroa là một loài bướm đêm trong họ Geometridae.